# Municipio de Cutzamala de Pinzón
El municipio de Cutzamala de Pinzón es uno de los 85 municipios que conforman el estado de Guerrero, en México. Forma parte de la región de Tierra Caliente y su cabecera es la población de Cutzamala de Pinzón.

## Escudo
El escudo (no mostrado) del municipio fue realizado en 1976 por Alfredo Mundo Fernández y se compone de una bordura circular que en la parte inferior tiene laureles que significan honor y gloria; dentro hay una iglesia que simboliza la historia de Cutzamala y su riqueza pues se hizo con las minas de Alba de Liste; hay un arcoíris que simboliza apacibilidad y una comadreja que en náhuatl se dice Cutzamalot y Cutzámatl, raíz etimológica del nombre Cutzamala. El autor lo modifica en su entorno exterior en el año 2000 quedando como escudo heráldico con Bordura de Gules, una Corona, y en Campo de Oro están los mismos elementos de la iglesia, el arcoíris y la comadreja.

## Geografía

### Localización y extensión
El municipio de Cutzamala de Pinzón se localiza al noroeste del estado de Guerrero, entre las coordenadas geográficas 18°24′ y 18°56′ de latitud norte y 100°28′y 100°48′ de longitud oeste, respecto del meridiano de Greenwich; en la región geo-económica de Tierra Caliente de la entidad. Posee una superficie territorial total de 611.10 kilómetros cuadrados y sus colindancias territoriales son al norte con el estado de Michoacán y el estado de México; al sur con el municipio de Pungarabato y parte del estado de Michoacán; al oriente con el municipio de Tlalchapa y el estado de México y al poniente con el estado de Michoacán.

## Demografía

### Población
Conforme al Censo de Población y Vivienda 2010 realizado por el Instituto Nacional de Estadística y Geografía (INEGI) con fecha censal del 12 de junio de 2010, el municipio de Cutzamala de Pinzón contaba hasta ese año con un total de 21 388 habitantes, de dicha cifra, 10 528 eran hombres y 10 860 eran mujeres.

### Localidades
En el censo de 2020 el municipio de Cutzamala de Pinzón contaba con 135 localidades.
| Código INEGI      | Localidad           | Población (2020) |
| ----------------- | ------------------- | ---------------- |
| 120270001         | Cutzamala de Pinzón | 4 717            |
| 120270098         | Zacapuato           | 1 697            |
| 120270084         | Tamácuaro           | 931              |
| Otras localidades | Otras localidades   | 13 192           |
| Total municipal   | Total municipal     | 20 537           |

## Economía
La economía del municipio se basa en el sector agropecuario que es la agricultura y la Ganadería. Según la SAGARPA en la Modalidad Temporal (primavera/verano) y en la Modalidad Riego (otoño/invierno), lo que más se cultiva y produce es el maíz, sorgo de grano, ajonjolí, sandía y jitomate.[cita requerida]
En la ganadería está el toro cebú suizo, el indobrasil, el caprino, ovino, porcino, aves de corral, etc. También se efectúa la pesca y la Industria Manufacturera. Por otro lado, el comercio se lleva a cabo en gran escala en la cabecera municipal, es decir Cutzamala, pero también en otros pueblos como Zacapuato y Arroyo Grande.

## Política y gobierno

### Administración municipal
El gobierno del municipio está conformado por un ayuntamiento, integrado por un presidente municipal, un síndico procurador, cuatro regidores de mayoría relativa y dos regidores de representación proporcional. Todos son electos mediante una planilla única para un periodo de tres años no renovables para el periodo inmediato, pero si de manera no continúa. Actualmente el municipio es gobernado por el Partido de la Revolución Democrática (PRD) luego de haber triunfado en las elecciones estatales de 2015.
Adicionalmente, existe el Comisario Municipal que es la autoridad en las comunidades y poblados del Municipio, estos son elegidos por el pueblo.

### Representación legislativa
Para la elección de los Diputados locales al Congreso de Guerrero y de los Diputados federales a la Cámara de Diputados de México, Cutzamala de Pinzón se encuentra integrado en los siguientes distritos electorales:
Local:
- Distrito electoral local de 18 de Guerrero con cabecera en Ciudad Altamirano.[10]

Federal:
- Distrito electoral federal 1 de Guerrero con cabecera en Ciudad Altamirano.[11]

### Cronología de presidentes municipales
| Presidentes municipales de Cutzamala de Pinzón |                                 |
| Período                                        | Presidente municipal            |
| 1969-1971                                      | Baltazar Beltrán Sánchez        |
| 1972-1974                                      | Nazario Benítez de la Paz       |
| 1975-1977                                      | Justiniano Armendariz Salas     |
| 1978-1980                                      | Guadalupe Luviano del Morol     |
| 1981-1983                                      | Anastacio Negrete               |
| 1984-1986                                      | Lázaro Torres Aguirre           |
| 1987-1989                                      | Bonifacio Hernández Beltrán     |
| 1990-1993                                      | Octavio Rodríguez Barrera       |
| 1993-1996                                      | Ranferi Suárez Berrum           |
| 1996-1999                                      | Esteban Julián Mireles Martínez |
| 1999-2002                                      | Justiniano Armendariz Yáñez     |
| 2002-2005                                      | Isidro Duarte Cabrera           |
| 2005-2008                                      | José Luis Fernández Morales     |
| 2008-2012                                      | Francisco Estrada Campos        |
| 2012-2015                                      | Isidro Duarte Cabrera           |
| 2015-2018                                      | Karime Benítez Flores           |
| 2018-2021                                      | Timoteo Arce Solís              |
| 2021-2024                                      | Rosita Jaimes López             |
| 2024-actualidad                                | Mayte Lucero Arce Jaimes        |